# Arline Pretty
Arline Pretty (5 de septiembre de 1885 - 14 de abril de 1978) fue una actriz de cine estadounidense que trabajó durante la era del cine mudo.
Pretty nació el 5 de septiembre de 1885 en Filadelfia, Pensilvania. Su madre trabajaba como música.
Durante tres años, Pretty trabajó en Columbia Stock Company ubicado en Washington D. C., antes de empezar a trabajar en la industria cinematográfica en 1913.
Su primera experiencia en la industria cinematográfica fue cuando trabajó como actriz de género juntó con King Baggot en Universal Pictures. Después de eso, empezó a trabajar con Vitagraph Studios interpretando papeles de chicas ingenuas. Pretty interpretó a Janie Dubb en In Again, Out Again (1917), protagonizada por Douglas Fairbanks.
Pretty interpretó a la Princesa Julia en el serial de Vitagraph Studios The Secret Kingdom (1917).

## Filmografía
- One Best Bet (1914)
- The Surprises of an Empty Hotel (1916)
- In Again, Out Again (1917)
- A Woman in Grey (1920)[2]
- Life (1920)[2]
- The Valley of Doubt (1920)
- When the Devil Drives (1922)
- Love in the Dark (1922)
- Stormswept (1923)
- The White Flower (1923)
- Bucking the Barrier (1923)[2]
- Tipped Off (1923)
- Rouged Lips (1923)
- A Fool's Awakening (1924)[2]
- Barriers Burned Away (1925)
- The Girl on the Stairs (1925)
- The Primrose Path (1925)[2]
- Virgin Lips (1928)
- Shipmates Forever (1935)